# Eustrotia inpunctata
Eustrotia inpunctata là một loài bướm đêm trong họ Noctuidae.